# Oldřišov
Oldřišov település Csehországban, a Opavai járásban. Oldřišov Opava, Hněvošice, Služovice, Chlebičov és Velké Hoštice településekkel határos. Lakosainak száma 1500 fő (2024. január 1.).

## Népesség
A település lakosságának változását az alábbi diagram mutatja:
| Lakosok száma | 1174 | 1345 | 1378 | 1199 | 1296 | 1334 | 1360 | 1380 | 1450 | 1500 |
|               | 1869 | 1890 | 1921 | 1950 | 1980 | 2001 | 2017 | 2019 | 2022 | 2024 |